# Tridtsat tri
Tridtsat tri (russisk: Тридцать три, da.: Tre og tredive) er en sovjetisk spillefilm fra 1965 instrueret af Georgij Danelija.

## Medvirkende
- Jevgenij Leonov som Ivan Travkin
- Nonna Mordjukova som Galina Pristjazjnjuk
- Ljubov Sokolova
- Viktor Avdjusjko som Misja
- Savelij Kramarov som Rodion Homutov